# José Ascanio
José Eleazar Ascanio, (Maracay, Aragua, Venezuela, 2 de mayo de 1985) es un lanzador de béisbol profesional venezolano, que juega para los Caribes de Anzoátegui en la Liga Venezolana de Béisbol Profesional (LVBP). y perteneció a las Grandes Ligas para los Atlanta Braves, Chicago Cubs y Pittsburgh Pirates.

## Carrera como Beisbolista
El 10 de octubre de 2001 Ascanio firmó como agente libre con los Atlanta Braves para participar en su sucursal Rookie Gulf Coast Braves.

### 2004
Un año después pasó a la Clase A con los Rome Braves.

### 2005
en el 2005 jugó para los Myrtle Beach Pelicans, ambos conjuntos de los Bravos de Atlanta.

### 2006
El 27 de mayo de 2006 es promovido a los Mississippi Braves de la Doble A.
LVBP
El 12 de octubre de 2006 debuta con los Leones del Caracas hasta el 29 de noviembre de 2006

### 2007
El 5 de mayo de 2007 vuelve a participar con los Mississippi Braves de la Doble A hasta el 21 de agosto de 2007.
El 13 de julio de 2007 llegó a las Grandes Ligas con los Bravos de Atlanta, tuvo marca de 1-1 con 5.06 de efectividad en 13 salidas, hasta el 30 de septiembre de 2007.
LVBP
El 14 de noviembre de 2007 vuelve a participar con los Leones del Caracas hasta el 30 de diciembre de 2007 y desde entonces se mantiene como lanzador del equipo.
Luego en diciembre de ese año fue transferido a los Cachorros de Chicago a cambio de Omar Infante y Will Ohman.

### 2008
El 5 de abril de 2008 debuta con los Iowa Cubs hasta el 30 de octubre de 2008.
El 20 de mayo de 2008 debuta con los Chicago Cubs hasta el 3 de septiembre de 2008.
LVBP
El 16 de octubre de 2008 vuelve a participar con los Leones del Caracas hasta el 3 de septiembre de 2008

### 2009
El 10 de abril de 2009 vuelve a participar con los Iowa Cubs hasta el 27 de septiembre de 2009.
El 14 de mayo de 2009 vuelve a participar con los  Chicago Cubs hasta el 27 de junio de 2009.
30 de julio de 2009 cambiado por los Cachorros de Chicago a Piratas de Pittsburgh con Josh Harrison y Kevin Hart por Tom Gorzelanny y John Grabow.
1 de agosto de 2009 debutó con los Indianapolis Indians pero lo bajaron.
7 de agosto de 2009 debutó con los Pittsburgh Pirates hasta el 11 de agosto de 2009.

### 2010
2 de agosto de 2010 participa con los  participar con los Iowa Cubs.
5 de agosto de 2010  participa con los Bradenton Marauders.
LVBP
5 de diciembre de 2010 participa con los Leones del Caracas hasta el 11 de agosto de 2010

### 2011
11 de abril de 2011  participa con los Bradenton Marauders hasta el 16 de abril de 2011
21 de abril de 2011  participa con los Indianapolis Indians hasta el 9 de febrero de 2011
José Ascanio fue reactivado por los Piratas, informó el Pittsburgh Post-Gazette. Para resolver la encrucijada que tenían, al no disponer de un cupo libre en el roster de 25, los bucaneros colocaron a Mike Crotta en la lista de incapacitados, por una inflamación en el codo. Ascanio pasó un mes en las menores, el máximo que puede durar un período de rehabilitación física. Durante el proceso, recibió un batazo en la cara, pero probó estar recuperado de eso y de las molestias en el codo que le afectaron en el spring training, aunque sus números no fueron buenos. Lanzó 3 juegos en clase A avanzada y 7 en triple A, con 9.00 de efectividad, 11 ponches y 5 boletos en 11.0 innings. Los rivales le batearon para .319, pero en sus últimas 6.0 entradas únicamente permitió 2 carreras limpias. Para Ascanio, se trata de una nueva oportunidad, luego de perder todo 2010 por lesiones. Hubo un tiempo en que fue considerado prospecto de los Bravos y los Cachorros, antes de caer víctima de los problemas físicos.
El 13 de mayo de 2011  participa con los Pittsburgh Pirates hasta el 5 de junio de 2011. El 2 de noviembre de 2011  los Pittsburgh Pirates lo conceden la agencia libre.
El 13 de diciembre de 2011 firmó contrato como agente libre con Los Angeles Dodgers.
LVBP
16 de diciembre de 2011 participa con los Leones del Caracas hasta el 4 de diciembre de 2011

### 2013
Los Diablos Rojos del México pertenecientes a la Liga Mexicana de Béisbol incorpora al personal de pitcheo el derecho venezolano José Ascanio, hace su debut con el equipo el 27 de junio de 2013 hasta el 30 de junio de 2013.
El equipo que participó en la Liga Mexicana de Béisbol con sede en Minatitlán, Veracruz, México; y que compite en la actualidad en la Liga Veracruzana Estatal de Béisbol los Petroleros de Minatitlán activó en el roster al venezolano José Ascanio, desactivando a Juan Ramón Mares.
Hace su debut con el equipo el 3 de julio de 2013 hasta el 30 de julio de 2013.
LVBP
Desde 11 de octubre de 2013 participa con los Leones del Caracas hasta el 30 de diciembre de 2013.

### 2014
Los Toros de Tijuana incorpora al personal de pitcheo el derecho venezolano José Ascanio, hace su debut con el equipo el 2 de abril de 2014 hasta el 25 de junio de 2014.

Los Acereros de Monclova incorpora al personal de pitcheo el derecho venezolano José Ascanio, hace su debut con el equipo el 2 de julio de 2014 hasta el 12 de agosto de 2014.
LVBP
Desde 22 de octubre de 2014 participa con los Leones del Caracas hasta el 2 de enero de 2015.

### 2015
Los Guerreros de Oaxaca incorpora al personal de pitcheo el derecho venezolano José Ascanio, La directiva del club de béisbol “Guerreros de Oaxaca” anuncia de manera oficial la llegada del lanzador venezolano José Ascanio al equipo bélico, para reforzar el bullpen de la tribu la temporada 2015 de la Liga Mexicana de Béisbol. Hace su debut con el equipo el 26 de abril de 2015 hasta el 13 de agosto de 2015.
LVBP
Desde 30 de octubre de 2015 participa con los Leones del Caracas hasta el 30 de diciembre de 2015.

### 2017
El 22 de octubre de 2017, José Ascanio es asignado a Leones del Caracas.

### 2018
El 19 de enero de 2018, Los Tecolotes de Nuevo Laredo de la Liga Mexicana de Béisbol clase Triple A, firman al agente libre José Ascanio.
El 22 de marzo de 2018, José Ascanio debuta con Tecolotes de Nuevo Laredo.
El 3 de abril de 2018, Tecolotes de Nuevo Laredo liberan a José Ascanio.
En la LVBP
El 12 de octubre de 2018, José Ascanio vuelve a participar con los Leones del Caracas de la Liga Venezolana de Béisbol Profesional para la temporada 2018-2019. Jugó 22 partidos 8 juegos como cerrador, dejando un registro de 1 ganado, 3 perdidos y 2 juegos salvados, con un efectividad de 5.96, permitiendo 27 Hit, 15 carreras, 4 jonrones, 11 bases por bolas, ponchando a 18 en 22 entradas y 2/3.

### 2019
En la LVBP
El 14 de noviembre de 2019, José Ascanio es dejado finalmente en libertad por los Leones del Caracas tras una desastrosa actuación al acumular 1 perdido sin ganados ni salvados y una alta efectividad de 27.00. Dos días más tarde, es firmado por los Caribes de Anzoátegui.